# セガサミーフェニックス
セガサミーフェニックスは、競技麻雀のチーム対抗戦のナショナルプロリーグ・Mリーグのチーム。セガサミーグループがオーナー企業となり、2018年に設立された。

## 概要
Mリーグ発足初年度から参加する7チームのうちの一つで、チーム名には、「不死鳥のように、不撓不屈（ふとうふくつ）の精神で最後まで諦めず戦います」という想いが込められている。
サンロッカーズ渋谷（B.LEAGUE）、セガサミー硬式野球部（社会人野球）、SEGA SAMMY LUX（D.LEAGUE）、セガサミーカップ（JGTOツアー）などと並んでセガサミーグループのスポーツ事業の一つとして位置づけられているが、Mリーグ公式サイトにおけるオーナー表記はグループ統括会社のセガサミーホールディングス名義ではなく「エンターテインメント企業グループ『セガサミーグループ』によるチーム」とされており、Mリーグの運営母体・一般社団法人Mリーグ機構の理事にはグループの子会社であるセガの常務取締役・山下滋が就任する、2020年シーズンまでの監督にセガ・インタラクティブ（現・セガ）所属のゲームクリエイター・高畑大輔が務めるなど、グループ内ではセガの関与の強いチームとなっている。

## 略歴
2018年8月7日に行われた第1回Mリーグドラフト会議において、1巡目に『最速マーメイド』と呼ばれ、「モンド王座」「第44期王位」「女流桜花」「女流モンド杯」を制してきた魚谷侑未、2巡目に独自の感性が導く手順が魅力で、「第37・40・41・43期最高位」「最強位」といった最高峰タイトルを獲得してきた『大魔神の系譜』近藤誠一、3巡目に『天才すぎるオンナ雀士』と称され「女流最高位」「女流モンド杯」などのタイトルを獲得した茅森早香を指名した。
2018-19シーズンでは、年内は中盤争いを繰り広げるが、1月に入り急失速しKONAMI麻雀格闘倶楽部と入れ替わる形で最下位に転落。最終戦で近藤がトップを獲得するも、ボーダーの赤坂ドリブンズには大きな差をつけられ、レギュラーシーズン6位での敗退となった。
2019年7月9日に行われた第2回Mリーグドラフト会議では、4人目の選手として肉食系な見た目と攻撃スタイルから「超攻撃型アマゾネス」と呼ばれ、プロクイーンを2度獲得している和久津晶を指名した。この指名でセガサミーフェニックスは8チーム中唯一、女性選手3名が所属することになった。2019-20シーズンでは、12月に失速し年内6位で終えるも、魚谷・近藤がチームを牽引し、1月から怒涛の追い上げで首位に浮上。2月には魚谷が2週連続の役満（国士無双、四暗刻）和了から独走状態に入り、2位の渋谷ABEMASに200pt以上もの差をつけ、レギュラーシーズンを1位で終える。セミファイナルも安定した試合運びで長らく1位を維持するが、終盤にKADOKAWAサクラナイツに追い上げられ2位で終える。ファイナルシリーズはサクラナイツを早々に交わし残り2戦となった時点で首位に位置する。最終日の1戦目、U-NEXT PiratesとABEMASとの優勝争いでPiratesの石橋がトップを取り、2位に転落。2戦目の南4局、魚谷が跳満を上がればトップで優勝という場面で6巡目に跳満の聴牌を入れる。しかし、アガリ牌を回収され流局となり、準優勝で終えた。
2020-21シーズンは序盤から苦しみ、中盤には最下位に転落。年明けも復調することはなく3月に突入。残り6戦時点で最下位に位置しラスを引くとセミファイナルが絶望的になる中、近藤が連投で2連対しボーダーに復帰する。しかし最終日にトップが取れず、レギュラーシーズン最下位で敗退となった。シーズン終了後、和久津との契約満了を発表した。
2021年8月2日に行われた第4回Mリーグドラフト会議では、4人目の選手として第15期夕刊フジ杯麻雀女王で、グラビアアイドルとしても活動している東城りおを指名。2021-22シーズンは、レギュラーシーズンを5位で終え、セミファイナルシリーズも突破のボーダーライン上にいたが、ライバルのPirates、EX風林火山をかわして4位でファイナルシリーズ進出となった。ファイナルではサクラナイツと激しい優勝争いを繰り広げ最終日を迎え、最終試合で近藤が一時はサクラナイツ堀慎吾を追い詰めるも最後は堀が突き放して2度目の準優勝となった。
前シーズンの雪辱を目指した2022-23シーズンでは、開幕戦で魚谷がU-NEXT Pirates鈴木優との師弟対決を制する幸先のいいスタートを飾ったが、結果的に魚谷は3度の師弟対決以外でトップを取れず、トップから四暗刻単騎に放銃するという惨事などもあり、個人成績が最下位となってしまった。茅森・近藤も恵まれない展開が続き個人成績も下位に沈み（茅森が個人27位、近藤が個人28位）、東城がMVP争いに加わる奮闘をして個人9位の成績を残すも、2度目のレギュラーシーズン最下位で敗退となってしまった。シーズン終了後、体調不良を理由に近藤誠一が勇退（契約満了）を発表、チームの慰留もあって新たに監督に就任した（2021-22シーズンより監督を務めていた吉野慎一は人事異動に伴い退任）。
2023年6月30日に行われた第6回Mリーグドラフト会議では、新監督となった近藤曰く「結果的に自分の中の第一希望が通った」という第45期最高位の醍醐大を指名、雪辱を期すことになった。しかし2023-24シーズンは、その醍醐をはじめ全選手が不振に陥り、レギュラーシーズンを終わって全選手がマイナスポイントとなって、チームトータルでマイナス625.1ポイントと前年を下回る成績となり2年連続の最下位に終わる。この結果を受け、レギュレーション上は選手入れ替え不要ではあったものの、チームは魚谷・東城の2選手との契約満了を決断。特に魚谷はMリーグ始まって以来の「初年度ドラフト1位指名選手の退団」という結果となった。
2024年6月28日に行われた第7回Mリーグドラフト会議では、1巡目で第47期・第48期最高位の竹内元太、2巡目で第21期雀王で「逆襲のヘラクレス」 と称される浅井堂岐を指名。これまでMリーグのチームで唯一女流雀士の比率が多いチームであったが、女流雀士は茅森のみとなりチーム構成を大幅に変更した。
チーム編成を大幅に変更した2024-25シーズンは、茅森、新加入の堂岐が不振だったが、同じく新加入の元太が好調、さらに昨シーズン不振だった醍醐も好調で序盤は首位を独走。途中赤坂ドリブンズに首位の座は明け渡したが、それ以降もチームはポイントを重ねレギュラーシーズンを3位で通過し3年ぶりにレギュラーシーズンを突破した。また醍醐と元太はMVP争いを繰り広げ最終日にオーラス倍満条件をクリアした醍醐がMVPを獲得した。
セミファイナルでは史上初の全20戦ラスなしの快挙を成し遂げ3位で通過、3年ぶりとなるファイナル進出を決めると、ファイナルではレギュラー・セミファイナルに続き醍醐が好調で、毎試合順位が大きく変わる中最終日を首位で迎えたが、第1戦で堂岐が痛恨の箱下ラスとなり2位に後退するが、2戦目に登板した醍醐がトップを獲得、首位のU-NEXT Pirates仲林圭がラスとなり逆転で初優勝、今季限りで退任を発表した近藤監督の有終の美を飾った。

## 所属選手
| シーズン | 選手     | 選手     | 選手     | 選手     |
| -------- | -------- | -------- | -------- | -------- |
| 2018-19  | 魚谷侑未 | 近藤誠一 | 茅森早香 |          |
| 2019-20  | 魚谷侑未 | 近藤誠一 | 茅森早香 | 和久津晶 |
| 2020-21  | 魚谷侑未 | 近藤誠一 | 茅森早香 | 和久津晶 |
| 2021-22  | 魚谷侑未 | 近藤誠一 | 茅森早香 | 東城りお |
| 2022-23  | 魚谷侑未 | 近藤誠一 | 茅森早香 | 東城りお |
| 2023-24  | 魚谷侑未 | 醍醐大   | 茅森早香 | 東城りお |
| 2024-25  | 竹内元太 | 醍醐大   | 茅森早香 | 浅井堂岐 |
| 2025-26  | 竹内元太 | 醍醐大   | 茅森早香 | 浅井堂岐 |

## 監督
麻雀ゲーム「MJシリーズ」のディレクターである高畑大輔が2018-19から2020-21シーズンの3年間、監督を務めた。
高畑が人事異動に伴い退任となり、後任として「MJシリーズ」の総合プロデューサーである吉野慎一が2021-22シーズンより監督として就任した。
2022-23シーズン終了後、3年間監督を務めた吉野が人事異動に伴い退任となり、後任として体調不良により選手を勇退することを発表した近藤誠一が監督に就任することが発表された。麻雀プロが監督となるのは赤坂ドリブンズ、EX風林火山、TEAM RAIDEN/雷電と例はあるが、Mリーグでプレー経験のある麻雀プロが監督となるのは史上初となった。
近藤は、2024-25シーズンセミファイナル開幕前に体調不良が回復したことを受けMリーグに選手として復帰することを目指し同シーズン限りで退任することを発表。チームを2024-25シーズン優勝に導いて退任となった。
2024-25シーズン優勝から半月ほどが経過した2025年6月5日、後任として茅森早香が選手兼監督に就任することが発表された。Mリーグにおける選手兼監督就任は、EX風林火山の二階堂亜樹に続き2人目である。

## チーム成績

### 総合成績
‎
‎
‎
‎
‎
‎
‎

### レギュラーシーズン
| シーズン | 順位 | 総合   | 選手・得点 | 選手・得点 | 選手・得点 | 選手・得点 | 選手・得点 | 選手・得点 | 選手・得点 | 選手・得点 |
| -------- | ---- | ------ | ---------- | ---------- | ---------- | ---------- | ---------- | ---------- | ---------- | ---------- |
| 2018-19  | 6位  | ▲170.1 | 近藤誠一   | 144.4      | 茅森早香   | ▲65.4      | 魚谷侑未   | ▲249.1     |            |            |
| 2019-20  | 1位  | 495.5  | 魚谷侑未   | 451.4      | 近藤誠一   | 332.0      | 和久津晶   | ▲130.0     | 茅森早香   | ▲157.9     |
| 2020-21  | 8位  | ▲396.7 | 茅森早香   | 110.2      | 近藤誠一   | ▲46.7      | 魚谷侑未   | ▲179.3     | 和久津晶   | ▲280.9     |
| 2021-22  | 5位  | 184.2  | 茅森早香   | 251.6      | 東城りお   | 55.9       | 近藤誠一   | 5.4        | 魚谷侑未   | ▲128.7     |
| 2022-23  | 8位  | ▲574.4 | 東城りお   | 163.0      | 茅森早香   | ▲186.3     | 近藤誠一   | ▲195.9     | 魚谷侑未   | ▲355.2     |
| 2023-24  | 9位  | ▲625.1 | 魚谷侑未   | ▲13.4      | 茅森早香   | ▲165.7     | 醍醐大     | ▲214.4     | 東城りお   | ▲231.6     |
| 2024-25  | 3位  | 339.8  | 醍醐大     | 438.6      | 竹内元太   | 339.8      | 浅井堂岐   | ▲215.3     | 茅森早香   | ▲223.3     |

### セミファイナル
| シーズン | 結果                   | 総合                   | 持越                   | セミファイナル         | 選手・得点             | 選手・得点             | 選手・得点             | 選手・得点             | 選手・得点             | 選手・得点             | 選手・得点             | 選手・得点             |
| -------- | ---------------------- | ---------------------- | ---------------------- | ---------------------- | ---------------------- | ---------------------- | ---------------------- | ---------------------- | ---------------------- | ---------------------- | ---------------------- | ---------------------- |
| 2019-20  | 2位                    | 172.0                  | 247.8                  | ▲75.8                  | 近藤誠一               | 67.5                   | 魚谷侑未               | 0.5                    | 和久津晶               | ▲41.7                  | 茅森早香               | ▲102.1                 |
| 2020-21  | レギュラーシーズン敗退 | レギュラーシーズン敗退 | レギュラーシーズン敗退 | レギュラーシーズン敗退 | レギュラーシーズン敗退 | レギュラーシーズン敗退 | レギュラーシーズン敗退 | レギュラーシーズン敗退 | レギュラーシーズン敗退 | レギュラーシーズン敗退 | レギュラーシーズン敗退 | レギュラーシーズン敗退 |
| 2021-22  | 4位                    | 120.2                  | 92.1                   | 28.2                   | 近藤誠一               | 87.0                   | 魚谷侑未               | 18.1                   | 東城りお               | 6.3                    | 茅森早香               | ▲83.3                  |
| 2022-23  | レギュラーシーズン敗退 | レギュラーシーズン敗退 | レギュラーシーズン敗退 | レギュラーシーズン敗退 | レギュラーシーズン敗退 | レギュラーシーズン敗退 | レギュラーシーズン敗退 | レギュラーシーズン敗退 | レギュラーシーズン敗退 | レギュラーシーズン敗退 | レギュラーシーズン敗退 | レギュラーシーズン敗退 |
| 2023-24  | レギュラーシーズン敗退 | レギュラーシーズン敗退 | レギュラーシーズン敗退 | レギュラーシーズン敗退 | レギュラーシーズン敗退 | レギュラーシーズン敗退 | レギュラーシーズン敗退 | レギュラーシーズン敗退 | レギュラーシーズン敗退 | レギュラーシーズン敗退 | レギュラーシーズン敗退 | レギュラーシーズン敗退 |
| 2024-25  | 3位                    | 512.9                  | 169.9                  | 343.0                  | 醍醐大                 | 217.0                  | 茅森早香               | 57.5                   | 竹内元太               | 40.2                   | 浅井堂岐               | 28.3                   |

### ファイナル
| シーズン | 結果                   | 総合                   | 持越                   | ファイナル             | 選手・得点             | 選手・得点             | 選手・得点             | 選手・得点             | 選手・得点             | 選手・得点             | 選手・得点             | 選手・得点             |
| -------- | ---------------------- | ---------------------- | ---------------------- | ---------------------- | ---------------------- | ---------------------- | ---------------------- | ---------------------- | ---------------------- | ---------------------- | ---------------------- | ---------------------- |
| 2018-19  | レギュラーシーズン敗退 | レギュラーシーズン敗退 | レギュラーシーズン敗退 | レギュラーシーズン敗退 | レギュラーシーズン敗退 | レギュラーシーズン敗退 | レギュラーシーズン敗退 | レギュラーシーズン敗退 | レギュラーシーズン敗退 | レギュラーシーズン敗退 | レギュラーシーズン敗退 | レギュラーシーズン敗退 |
| 2019-20  | 2位                    | 185.1                  | 86.0                   | 99.1                   | 魚谷侑未               | 126.0                  | 和久津晶               | 54.2                   | 茅森早香               | 21.5                   | 近藤誠一               | ▲102.6                 |
| 2020-21  | レギュラーシーズン敗退 | レギュラーシーズン敗退 | レギュラーシーズン敗退 | レギュラーシーズン敗退 | レギュラーシーズン敗退 | レギュラーシーズン敗退 | レギュラーシーズン敗退 | レギュラーシーズン敗退 | レギュラーシーズン敗退 | レギュラーシーズン敗退 | レギュラーシーズン敗退 | レギュラーシーズン敗退 |
| 2021-22  | 2位                    | 141.6                  | 60.1                   | 81.5                   | 魚谷侑未               | 32.3                   | 近藤誠一               | 31.6                   | 茅森早香               | 14.7                   | 東城りお               | 2.9                    |
| 2022-23  | レギュラーシーズン敗退 | レギュラーシーズン敗退 | レギュラーシーズン敗退 | レギュラーシーズン敗退 | レギュラーシーズン敗退 | レギュラーシーズン敗退 | レギュラーシーズン敗退 | レギュラーシーズン敗退 | レギュラーシーズン敗退 | レギュラーシーズン敗退 | レギュラーシーズン敗退 | レギュラーシーズン敗退 |
| 2023-24  | レギュラーシーズン敗退 | レギュラーシーズン敗退 | レギュラーシーズン敗退 | レギュラーシーズン敗退 | レギュラーシーズン敗退 | レギュラーシーズン敗退 | レギュラーシーズン敗退 | レギュラーシーズン敗退 | レギュラーシーズン敗退 | レギュラーシーズン敗退 | レギュラーシーズン敗退 | レギュラーシーズン敗退 |
| 2024-25  | 優勝                   | 354.4                  | 256.5                  | 97.9                   | 醍醐大                 | 156.0                  | 茅森早香               | 57.0                   | 竹内元太               | ▲30.4                  | 浅井堂岐               | ▲84.7                  |

## レギュラーシーズン通算成績
| 選手名     | 半荘 | Pt     | 平均  | 最高点 | 1着率 | 連対率 | 回避率 | 平着 | 1着 | 1.5 | 2着 | 2.5 | 3着 | 3.5 | 4着 |
| ---------- | ---- | ------ | ----- | ------ | ----- | ------ | ------ | ---- | --- | --- | --- | --- | --- | --- | --- |
| 竹内元太   | 26   | 339.8  | 13.1  | 59,400 | 34.6% | 61.5%  | 88.5%  | 2.15 | 9   | 0   | 7   | 0   | 7   | 0   | 3   |
| 近藤誠一   | 111  | 239.2  | 2.2   | 64,400 | 28.8% | 52.3%  | 74.8%  | 2.44 | 32  | 0   | 26  | 0   | 25  | 0   | 28  |
| 醍醐大     | 51   | 224.2  | 4.4   | 88,800 | 25.5% | 54.9%  | 78.4%  | 2.41 | 13  | 0   | 15  | 0   | 12  | 0   | 11  |
| 東城りお   | 61   | ▲12.7  | ▲0.2  | 77,200 | 26.2% | 49.2%  | 72.1%  | 2.52 | 16  | 0   | 14  | 1   | 13  | 0   | 17  |
| 浅井堂岐   | 23   | ▲215.3 | ▲9.4  | 61,600 | 21.7% | 43.5%  | 60.9%  | 2.74 | 5   | 0   | 5   | 0   | 4   | 0   | 9   |
| 和久津晶   | 34   | ▲410.9 | ▲12.1 | 58,800 | 23.5% | 41.2%  | 58.8%  | 2.76 | 8   | 0   | 6   | 0   | 6   | 0   | 14  |
| 茅森早香   | 174  | ▲436.8 | ▲2.5  | 90,000 | 22.4% | 47.7%  | 71.8%  | 2.58 | 39  | 0   | 44  | 1   | 40  | 1   | 49  |
| 魚谷侑未   | 156  | ▲474.3 | ▲3.0  | 94,400 | 23.1% | 46.2%  | 73.7%  | 2.57 | 36  | 0   | 36  | 1   | 41  | 1   | 41  |
| チーム通算 | 636  | ▲746.8 | ▲1.2  | 94,400 | 24.8% | 48.9%  | 73.0%  | 2.53 | 158 | 0   | 153 | 3   | 148 | 2   | 172 |

### 獲得タイトル
- 個人スコア・MVP

魚谷侑未 2019-20
醍醐大 2024-25
- 最高スコア

魚谷侑未 2019-20
- 4着回避率

近藤誠一 2019-20
- 平均打点

茅森早香 2018-19

## 役満
| シーズン | シリーズ   | 回      | 回      | 日付・曜日・回 | 日付・曜日・回 | 日付・曜日・回 | 局         | 役       | 東家       | 南家     | 西家       | 北家     | 出典   |
| -------- | ---------- | ------- | ------- | -------------- | -------------- | -------------- | ---------- | -------- | ---------- | -------- | ---------- | -------- | ------ |
| 2019-20  | レギュラー | 第15戦  | 全180戦 | 2019年10月11日 | 金             | 第1戦          | 東4局      | 大三元   | 内川幸太郎 | 近藤誠一 | 瀬戸熊直樹 | 藤崎智   | [ 15 ] |
| 2019-20  | レギュラー | 第167戦 | 全180戦 | 2020年2月27日  | 木             | 第1戦          | 東1局      | 国士無双 | 石橋伸洋   | 魚谷侑未 | 松本吉弘   | 前原雄大 | [ 16 ] |
| 2019-20  | レギュラー | 第174戦 | 全180戦 | 2020年3月3日   | 火             | 第2戦          | 南3局1本場 | 四暗刻   | 園田賢     | 魚谷侑未 | 小林剛     | 多井隆晴 | [ 17 ] |

 和了者   放銃者 

## ユニフォームスポンサー
2019-20シーズン
- セガサミーグループ
- セガゲームス
- サミー

2023-24シーズン
- アンファー株式会社
- 株式会社縁
- オッズ・パーク株式会社
- 加賀電子株式会社
- カナヒデコーポレーション株式会社
- 株式会社サミーネットワークス
- 株式会社セガ
- 日本アミューズメント放送株式会社
- ユースキン製薬株式会社
- 株式会社ciel et mar
- 株式会社LUXIA
- 株式会社8thColor

- 株式会社アウクシリウム（スポンサー）
- 株式会社小笠原商店（スポンサー）
- スリーピース株式会社（スポンサー）
- ファイテン株式会社（サプライヤー）